# Горячевських Степан Михайлович
Степан Михайлович Горячевських (біл. Сцяпан Міхайлавіч Гарачэўскіх; 26 червня 1985, м. Нижньокамськ, СРСР) — білоруський хокеїст, воротар. Виступає за «Ладу» в Континентальній хокейній лізі.
Виступав за «Нафтохімік» (Нижньокамськ), «Юність» (Мінськ), «Юніор» (Мінськ), «Шахтар» (Солігорськ), «Шинник» (Бобруйськ), «Донбас» (Донецьк), «Сариарка» (Караганда), Югра Ханти-Мансійськ.
У складі національної збірної Білорусі провів 16 матчів (29 пропущених шайб); учасник чемпіонатів світу 2005, 2006, 2007 і 2008 (1 матч). У складі молодіжної збірної Білорусі учасник чемпіонату світу 2005.
Досягнення
- Чемпіон Білорусі (2005, 2006, 2009), срібний призер (2008, 2010), бронзовий призер (2007)
- Чемпіон України (2011)
- Володар Континентального кубка (2007)
- Володар Кубка Білорусі (2004-серпень).